# マーク・ブラウン
マーク・ブラウン（Mark Brown、1981年2月28日 - ）は、スコットランド・マザーウェル出身の元サッカー選手。現役時代のポジションはGK。

## 経歴
レンジャーズFCのユース出身であり、1999年にトップチームデビューを飾る。5年間プレーしたインヴァネス・カレドニアン・シッスルFC時代には、リーグ戦170試合でゴールマウスを守った。
2017年3月31日にスコティッシュ・チャンピオンシップ（2部相当）のダンバートンFCを退団し、警察官の道を目指すことを表明した。

## タイトル
インヴァネス
- SPLファースト・ディヴィジョン（英語版）: 2003-04
- スコティッシュ・チャレンジカップ: 2003-04

セルティック
- スコティッシュ・プレミアリーグ : 2006-07, 2007-08
- スコティッシュリーグカップ : 2009